# Comuna Haninge
Haninge (Haninge kommun) este o comună din comitatul Stockholms län, Suedia, cu o populație de 80.932 locuitori (2013).

## Geografie

### Zone urbane
Lista celor mai mari zone urbane din comună (anul 2015) conform Biroului Central de Statistică al Suediei:
| Nr | Zona urbană       | Pop.   |
| -- | ----------------- | ------ |
| 1  | Västerhaninge     | 17.071 |
| 2  | Jordbro           | 10.757 |
| 3  | Dalarö            | 1.849  |
| 4  | Väländan          | 522    |
| 5  | Årsta Havsbad     | 389    |
| 6  | Gansta și Söderby | 337    |
| 7  | Muskö             | 271    |
| 8  | Norra Muskö       | 218    |

Reședința comunei, localitatea Handen, este inclusă în zona urbană Stockholm.

## Demografie
| \| Evoluția demografică în comuna Haninge, 1970–2015 \| Evoluția demografică în comuna Haninge, 1970–2015 \| Evoluția demografică în comuna Haninge, 1970–2015 \| Evoluția demografică în comuna Haninge, 1970–2015 \| Evoluția demografică în comuna Haninge, 1970–2015 \| \| ----------------------------------------------------------------------------------------------------- \| ------------------------------------------------- \| ------------------------------------------------- \| ------------------------------------------------- \| ------------------------------------------------- \| \| An \| \| \| Locuitori \| \| \| 1970 \| 1970 \| \| 45001 \| 45001 \| \| 1975 \| 1975 \| \| 50295 \| 50295 \| \| 1980 \| 1980 \| \| 58541 \| 58541 \| \| 1985 \| 1985 \| \| 61166 \| 61166 \| \| 1990 \| 1990 \| \| 62797 \| 62797 \| \| 1995 \| 1995 \| \| 65706 \| 65706 \| \| 2000 \| 2000 \| \| 69644 \| 69644 \| \| 2005 \| 2005 \| \| 71837 \| 71837 \| \| 2010 \| 2010 \| \| 77054 \| 77054 \| \| 2015 \| 2015 \| \| 83866 \| 83866 \| \| Sursa: SCB - Statistika Centralbyrån, Folkmängd efter region, civilstånd, ålder och kön. År 1968–2016 \| \| \| \| \| |      |  |           |       |
| Evoluția demografică în comuna Haninge, 1970–2015 |      |  |           |       |
| An |      |  | Locuitori |       |
| 1970 | 1970 |  | 45001     | 45001 |
| 1975 | 1975 |  | 50295     | 50295 |
| 1980 | 1980 |  | 58541     | 58541 |
| 1985 | 1985 |  | 61166     | 61166 |
| 1990 | 1990 |  | 62797     | 62797 |
| 1995 | 1995 |  | 65706     | 65706 |
| 2000 | 2000 |  | 69644     | 69644 |
| 2005 | 2005 |  | 71837     | 71837 |
| 2010 | 2010 |  | 77054     | 77054 |
| 2015 | 2015 |  | 83866     | 83866 |
| Sursa: SCB - Statistika Centralbyrån, Folkmängd efter region, civilstånd, ålder och kön. År 1968–2016 |      |  |           |       |